# Leadenham
Leadenham är en ort och civil parish i Storbritannien.   Den ligger i grevskapet Lincolnshire och riksdelen England, i den sydöstra delen av landet, 170 km norr om huvudstaden London. Leadenham ligger 57 meter över havet och antalet invånare är 385.
Terrängen runt Leadenham är platt. Runt Leadenham är det ganska tätbefolkat, med 116 invånare per kvadratkilometer. Närmaste större samhälle är Lincoln, 19,0 km norr om Leadenham. Trakten runt Leadenham består till största delen av jordbruksmark.